# Anua novenaria
Anua novenaria är en fjärilsart som beskrevs av Lucas 1898. Anua novenaria ingår i släktet Anua och familjen nattflyn. Inga underarter finns listade i Catalogue of Life.